# Monumento de Kyffhäuser
O Monumento de Kyffhäuser  (em alemão: Kyffhäuserdenkmal), também conhecido como Monumento de Barbarossa (Barbarossadenkmal), é um monumento ao Imperador Guilherme na cordilheira Kyffhäuser, no estado alemão da Turíngia. Foi erguido entre 1890 e 1896 sobre as ruínas do castelo medieval de Kyffhausen, perto de Bad Frankenhausen.
Projetado pelo arquiteto Bruno Schmitz (1858–1916), é o terceiro maior monumento da Alemanha. Schmitz também projetou os dois maiores memoriais: o Monumento da Batalha das Nações, que comemora a Batalha de Leipzig de 1813, e o Monumento ao Imperador Guilherme na Porta Westfalica.

## Geografia
O monumento tem uma altura total de 81 m (270 pé) e está localizado a uma altitude de 420 m (1 400 pé) no topo de um afloramento de 800 m (2 600 pé) de comprimento na cordilheira oriental de Kyffhäuser, abaixo do pico de 439 m (1 400 pé) de altura do Castelo de Kyffhausen. O sítio fica na comunidade de Steinthaleben, no distrito de Kyffhäuserland, cerca de 6,5 km (4,0 mi) ao norte de Bad Frankenhausen e a sudoeste de Tilleda, na planície de Goldene Aue.

## História

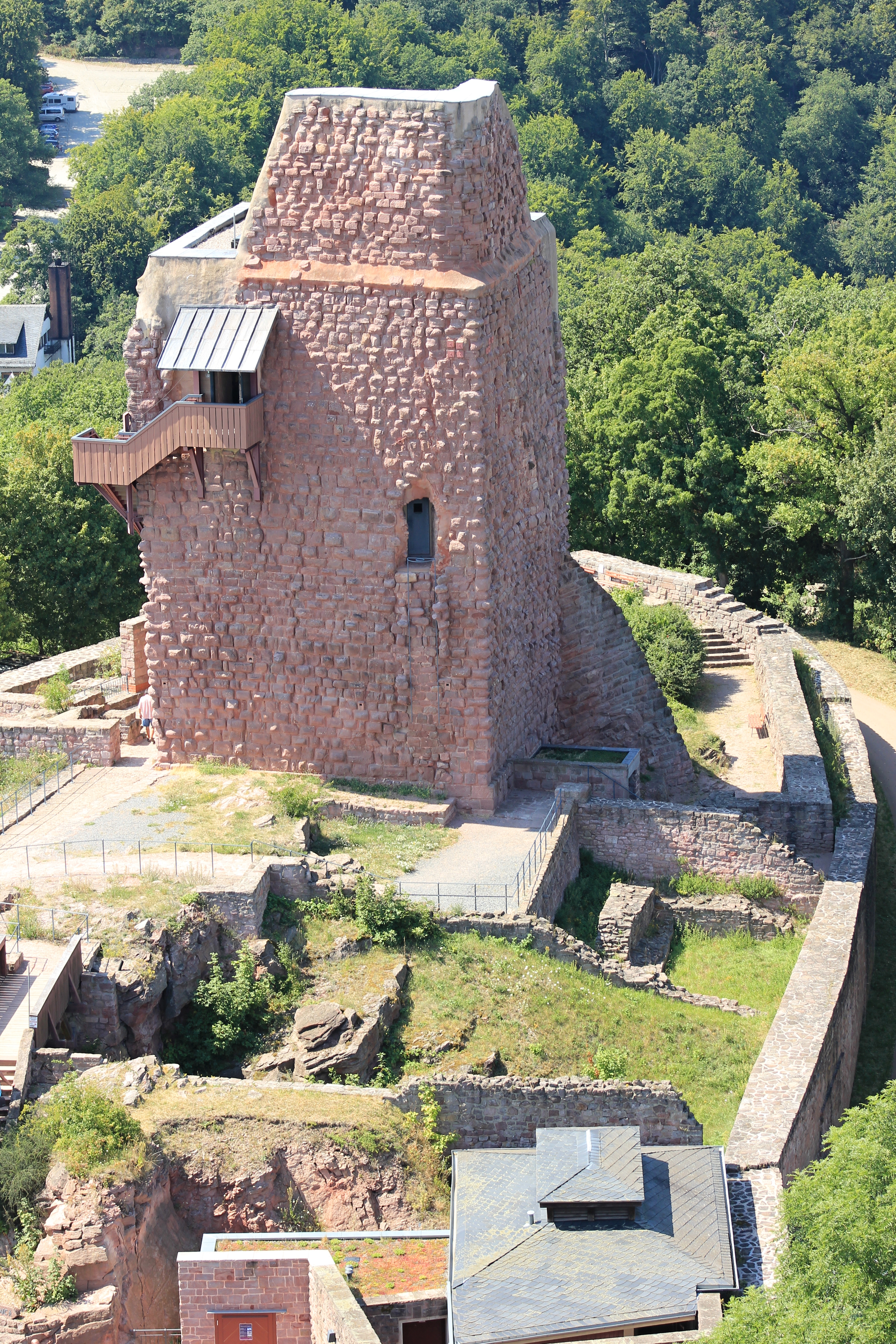
Ruínas do Castelo medieval de Kyffhausen

Após a morte de 1888 do imperador Guilherme I, numerosos memoriais foram erguidos em sua homenagem em toda a Alemanha. O monumento de Kyffhäuser havia sido proposto inicialmente pela Federação de Veteranos de Guerra do século XIX (Deutscher Kriegerbund), que como a Federação de Kyffhäuser (Kyffhäuserbund) assumiu sua administração por volta de 1900. O arquiteto Bruno Schmitz elaborou planos de acordo com a tradição do final do século XIX de grandeza imperial, realizada em estruturas de pedra maciças como a Walhalla na Baviera, o Hermannsdenkmal na Floresta de Teutoburgo, e o Niederwalddenkmal, perto de Rüdesheim.
O monumento fica entre as ruínas (o castelo superior e inferior) do castelo imperial medieval de Kyffhausen, que, construído a partir de 1.000 d.C., atingiu sua extensão máxima durante o reinado do imperador Hohenstaufen, Frederico I Barbarossa. Evidências curiosas do castelo imperial medieval foram preservadas, como o mais profundo castelo do mundo, de 176 m (580 pé) de profundidade. O pedestal no local do antigo castelo da íngreme Kyffhausen de 17 m (56 pé) altura é acessível e abriga duas exposições. Partes das estruturas antigas do portão também foram preservadas. O Museu do Castelo se concentra na história do antigo complexo do castelo, na saga Barbarossa e na história da construção do monumento ao imperador Guilherme. O museu também exibe numerosos artefatos, que foram desenterrados durante escavações e trabalho de conservação da Federação de Kyffhäuser dentro e ao redor do castelo medieval.
O arquiteto Bruno Schmitz havia emprestado elementos de estilo românico dos castelos e fortalezas de Hohenstaufen dos séculos XII e XIII por suas paredes e torres de monumento. As pedras aproximadamente talhadas são uma reminiscência da alvenaria do bloco de corcunda Hohenstaufen, que também foram usadas na Torre Barbarossa. O império fundado em 1871, e dominado pela Prússia, deveria ser entendido como o legítimo sucessor do medieval Sacro Império Romano-Germânico. Também significa o tema nacional de declínio e renascimento.
As autoridades prusso-alemãs também estavam cientes dos conceitos de integração necessários para a população não prussiana. A nação deveria ser forjada através do império, pois a identidade nacional era expressa na iconografia da Pedra Imperial bombástica e deveria ser alcançada como um povo imperial, com um imperador como chefe de estado e era para desenvolver ambições imperiais - nacional, europeu e global.

## Características

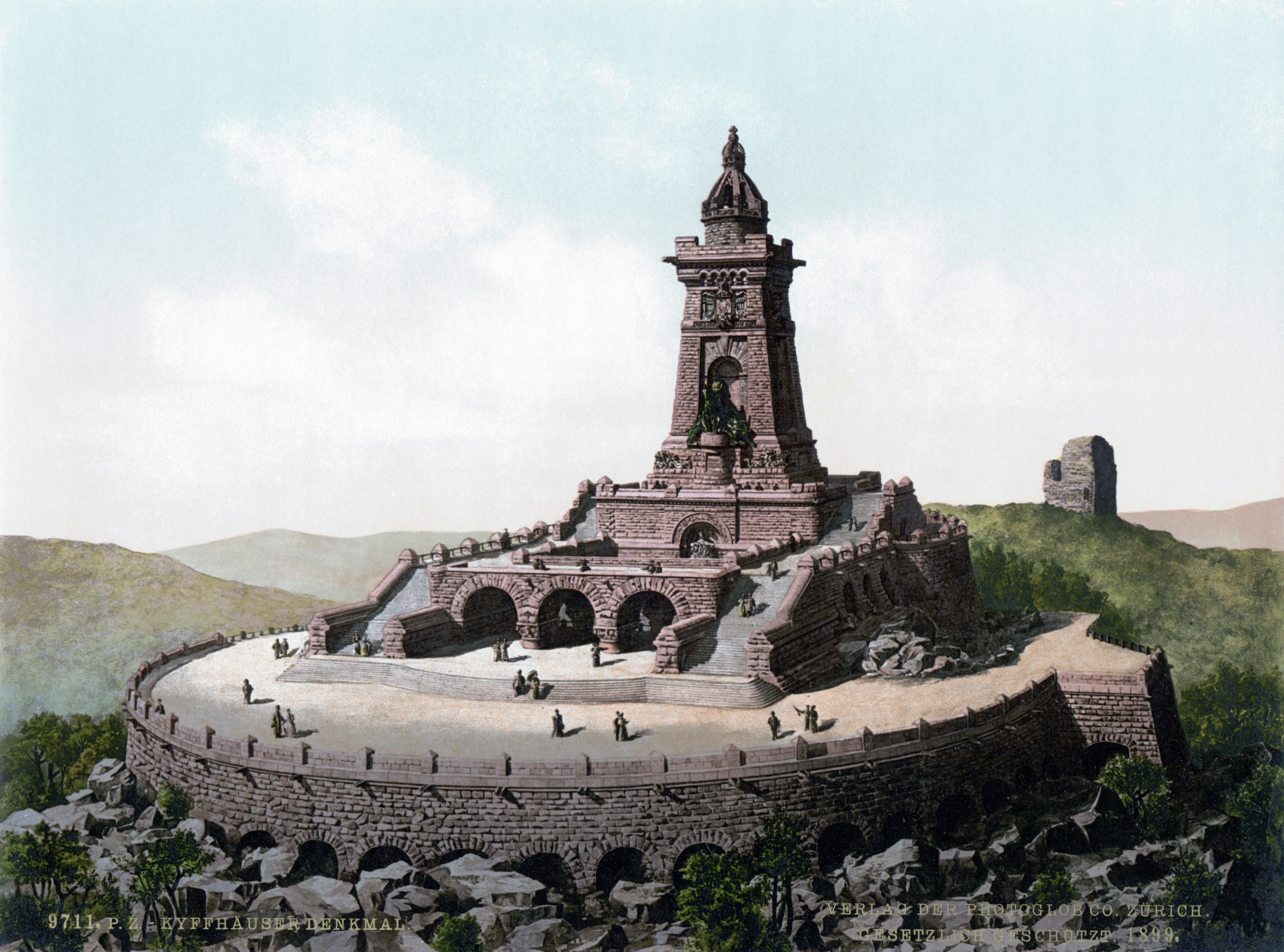
O monumento ao redor de 1900

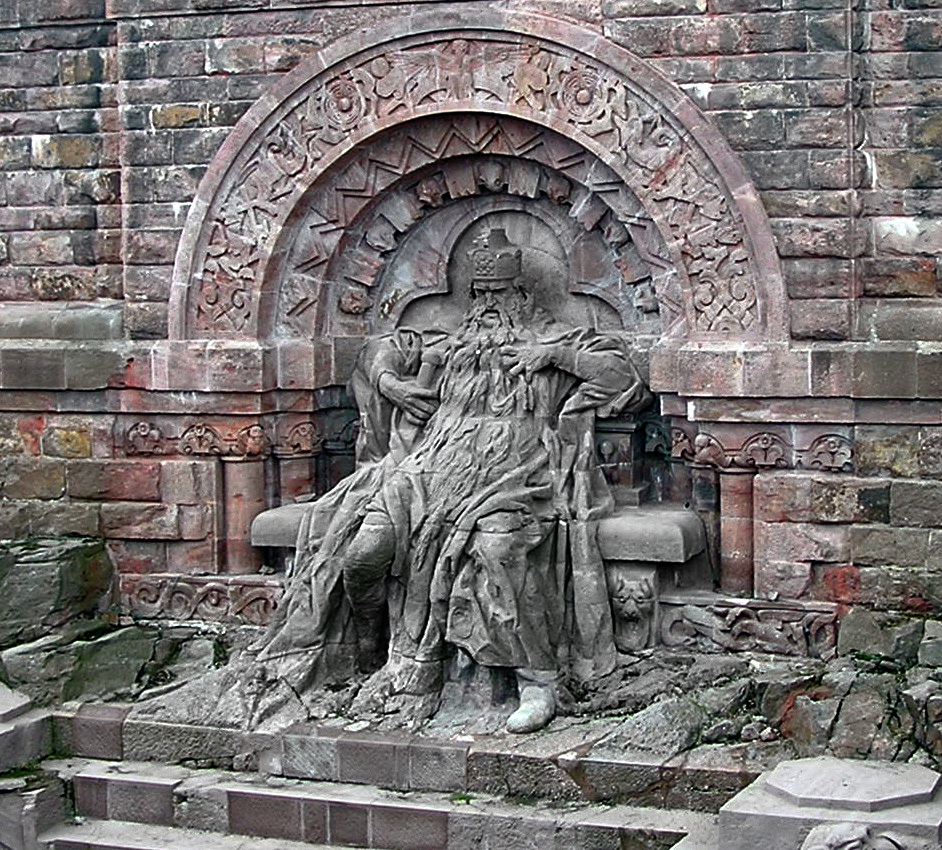
Escultura de Frederico Barbarossa

Uma pedreira de pedra cênica cercada por terraços no lado leste do monumento forma o pano de fundo para a escultura de arenito do imperador Frederico Barbarossa criada por Nikolaus Geiger (1849–1897). A figura alta de 6,5 m (21 pé) foi formada no local a partir de vários blocos de arenito. A seus pés, os Cavaleiros, criaturas míticas e membros de sua corte, com quem o velho imperador está esperando a ressurreição em sua masmorra subterrânea. A lenda de Barabarossa sustenta que ele se levantaria novamente quando a Alemanha precisava de sua liderança. O próprio imperador é retratado como se pode imaginar um monarca poderoso antigo em poemas e lendas no exato momento do despertar. Este momento foi destacado pelo movimento de confirmação da mão esquerda, que repousa na barba de baixo para baixo e uma perna levemente recuada que não é coberta pelo casaco. O imperador realmente não dorme, ele sequer pisca com um olho. O escultor Nikolaus Geiger decorou a barba vermelha do imperador com a coroa imperial, pois seu original está em exibição na Hofburg de Viena.
Acima dele, eleva-se uma estátua equestre do imperador Guilherme I, projetada pelo escultor Emil Hundrieser (1846–1911) no estilo neobarroco. Guilherme é retratado como um general, com Pickelhaube e Grande Cruz da Cruz de Ferro, ele posa a cavalo de maneira digna. Ele é ladeado por duas esculturas alegóricas. À direita, um guerreiro germânico, que representa a defesa e para a esquerda, uma mulher, segurando uma caneta e uma coroa de folhas de carvalho, simbolizando a história. Ambos, o Barbarossa e as esculturas de Guilherme representam a ideia do programa do monumento - a glorificação da monarquia e a força militar do Império. Todo o grupo tem uma altura de quase 11 m (36 pé) e pesa cerca de 16 toneladas. As folhas de cobre acionadas têm uma espessura de 2 a 3 mm (0,079 a 0,12 pol).
A escultura de Guilherme é anexada a uma torre de 57
-metro (190 pé), que é encimada por uma enorme coroa imperial. Uma escada de 247 etapas leva a uma plataforma no topo da torre, que oferece uma vista panorâmica sobre a cordilheira Kyffhäuser até as montanhas Harz, no norte e para a floresta da Turíngia, no sul.
Desde 2014, o site é administrado pelo Kur & Tourismus GmbH Bad Frankenhausen depois que a Kyffhäuser-Tourismusverband encontrou uma diferença financeira.